# Khêu gợi tình dục

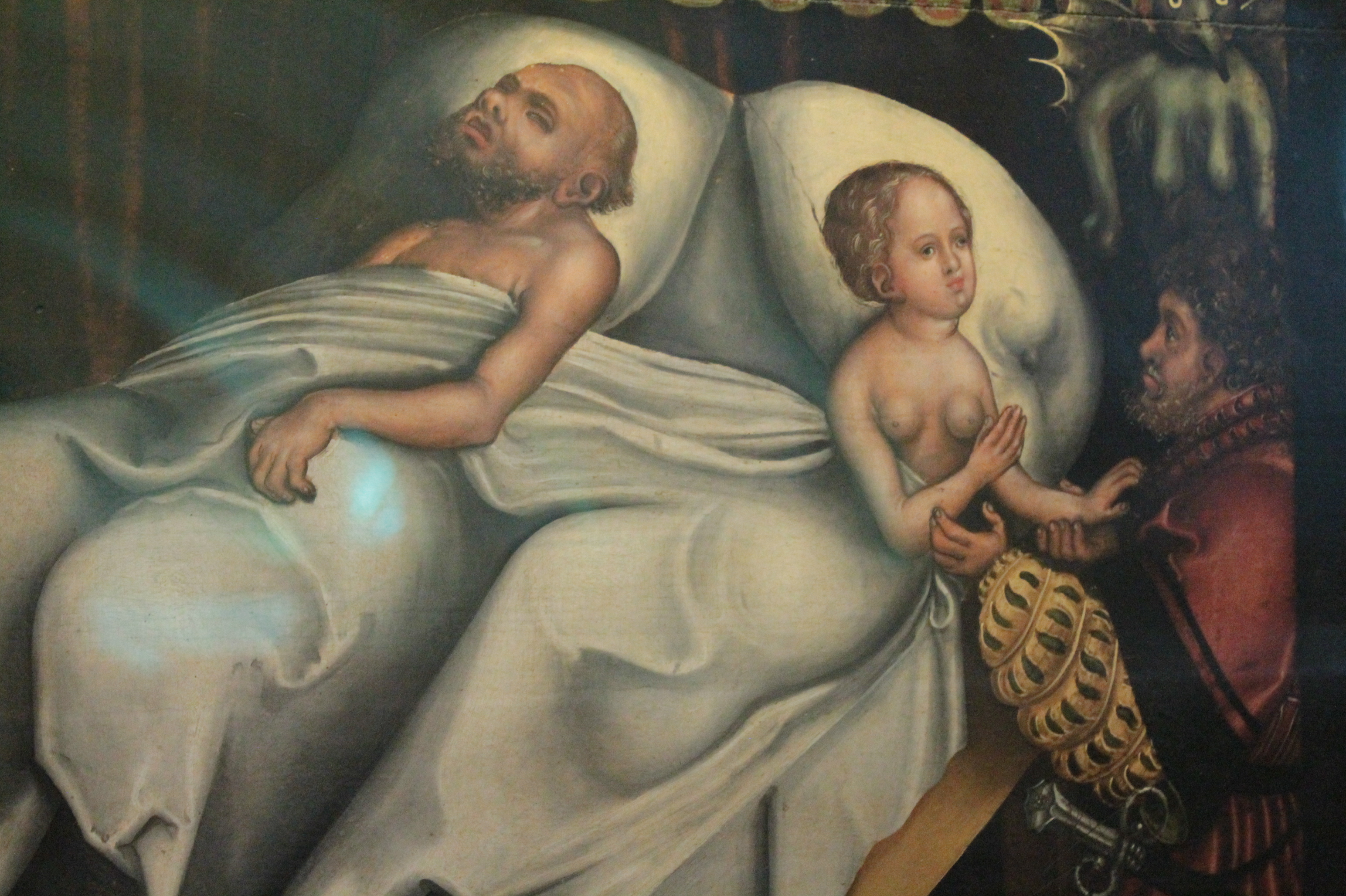
Bức tranh giới thiệu về chủ đề Cám dỗ của Lucas Cranach the Elder c.1520 (chi tiết), Lutherhaus, Wittenberg... điều này trang trí bức tường cuối của một trong những phòng ăn đại học chính... trong khi bức tranh đã bị buộc tội (charged) tình dục, khía cạnh trong đó yêu cầu một cái nhìn thứ hai là gối của người phụ nữ, trong hình dạng gợi ý một âm đạo

Khiêu gợi/gợi ý tình dục, gợi tình hay gợi dục, là tài liệu trực quan, bằng lời nói, bằng văn bản hoặc hành vi hoặc hành động với âm điệu (undertones) tình dục ẩn tàng ý định tình dục để kích thích hưng phấn tình dục.
Có sự khác biệt trong nhận thức và hiển thị về khả năng gợi dục, bao gồm nhưng không giới hạn ở giới tính, văn hóa và thế hệ. Các nền văn hóa khác nhau và các thế hệ khác nhau có quan điểm khác nhau về những gì được coi là gợi dục. Ví dụ, trong văn hóa Anh, việc một người phụ nữ mặc quần soóc và cởi trần vào một ngày nắng nóng được xem là bình thường, nhưng một người phụ nữ có da thịt trần trụi phơi bày sẽ bị coi là lăng nhăng ở một số nền văn hóa trên thế giới. Đối với phần lớn thế kỷ 20 trong văn hóa phương Tây, việc phụ nữ có đồ trang trí tình dục như vú phơi bày hết được coi là thô tục; trong thời hiện đại hơn, điều này không hẳn sai lệch so với chuẩn mực tình dục. Về mặt tiến hóa, khiêu gợi tình dục là một chế độ mà từ đó bạn tình có được. Do đó, khả năng sử dụng gợi ý tình dục một cách hiệu quả là một phần của chọn lọc giới tính.
Hiển thị gợi ý tình dục bao gồm những thứ như; phụ nữ mặc đồ bơi quảng cáo, âm nhạc theo chủ đề tình dục hoặc âm nhạc với nhịp điệu mạnh có nghĩa là để nhảy, sexting, đồ lót khiêu dâm hoặc "huýt sáo sói". Gợi ý tình dục cũng có thể liên quan đến ảnh khoả thân, hoặc tiếp xúc với núm vú, bộ phận sinh dục, mông hoặc các khu vực cấm kỵ khác của cơ thể. Ngay cả một tên thương hiệu hoặc cụm từ có thể được coi là gợi ý tình dục nếu nó có ý nghĩa hoặc âm điệu tình dục mạnh mẽ (như "mở lon Việt Nam").
Trong một số trường hợp, hiển thị gợi ý tình dục có thể bị hiểu sai có thể dẫn đến các tình huống nguy hiểm hoặc có hại.